# Niegładzica
Niegładzica (Hippoglossoides platessoides) – gatunek ryby flądrokształtnej z rodziny flądrowatych (Pleuronectidae).

## Zasięg występowania
Północnoamerykańskie i europejskie wybrzeża Oceanu Atlantyckiego oraz morza przyległe, sporadycznie występuje w zachodniej części Morza Bałtyckiego. Przebywa na głębokościach od 10 do 3000 m p.p.m., zwykle 90–250 m.

## Klasyfikacja
Wyróżniane są 2 podgatunki:
- H. p. platessoides w północno-zachodnim Atlantyku,
- H. p. limandoides – niegładzica europejska[3] – w północno-wschodnim Atlantyku.

## Charakterystyka
Smukłe ciało, duży otwór gębowy, skóra pokryta szorstkimi w dotyku łuskami. Płetwa grzbietowa rozpoczyna się w okolicy lewego oka. Prawa (górna) strona ciała brunatnoszara z nierównomiernie rozłożonymi ciemnymi cętkami. Linia boczna wyraźna, niemal prosta.
Osiąga przeciętnie ok. 50 cm, maksymalnie do 82 cm długości i 6,4 kg masy ciała. Prowadzi przydenny tryb życia. Żywi się głównie bezkręgowcami i małymi rybami. Żyje do 30 lat.

## Znaczenie gospodarcze
Poławiana gospodarczo w rybołówstwie. Mięso średniej wartości, smaczne, nieco wodniste. Użytkowana w celach konsumpcyjnych, świeża lub mrożona oraz na mączkę.